# Juprelle
Juprelle (wa. Djouprele) – miejscowość i gmina (commune) w Belgii, w Regionie Walońskim, w prowincji Liège, w okręgu Liège. 1 stycznia 2024 roku liczyła 9733 mieszkańców.

## Podział administracyjny
W skład gminy wchodzi siedem dzielnic (section):
- Fexhe-Slins
- Lantin
- Paifve
- Slins
- Villers-Saint-Siméon
- Voroux-lez-Liers
- Wihogne (Nudorp)